# Strophanthus singaporianus
Strophanthus singaporianus là một loài thực vật có hoa trong họ La bố ma. Loài này được (Wall. ex G.Don) Gilg miêu tả khoa học đầu tiên năm 1903.